# WASP-45 b

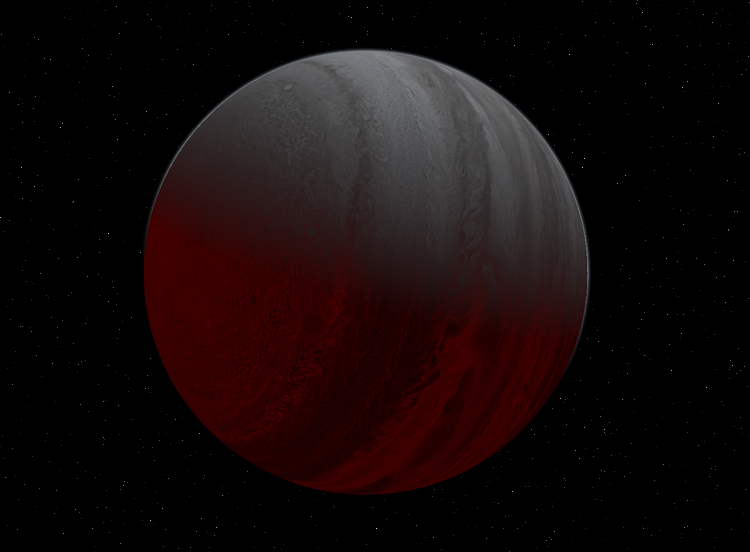
WASP-45 b в представлении художника

WASP-45 b (2MASS 002056993559537) — горячий юпитер, вращающийся вокруг оранжевого карлика спектрального класса K2 V. Открыт транзитным методом SuperWASP. Об открытии было объявлено 16 мая 2011 года. Помимо WASP-45 b, сообщалось об открытии ещё 2 экзопланет WASP-44 b и WASP-46 b.

## Характеристики
Планета вращается вокруг своей звезды по круговой орбите на расстоянии 0,0405 ± 0,0009 а. е. (примерно 9,2 звёздных радиуса) и делает один оборот за 3,1260876 ± 0,0000035 земных суток. Авторы открытия оценивают температуру планеты в 1198 ± 69 К.
Средняя плотность — 0,85 ± 0,4 г/см3. Вторая космическая скорость — около 56 км/с.
Звезда WASP-45, отличается повышенной хромосферной активностью.